# Tadashi Imai
Tadashi Imai (今井 正 Imai Tadashi?, Shibuya, 8 de enero de 1912 - 22 de noviembre de 1991) fue un director de cine japonés conocido por su prisma social desde una perspectiva de tendencia progresista.

## Filmografía seleccionada
- Minshū no Teki (1946)
- Aoi sanmyaku (1949)
- Hasta que nos volvamos a encontrar (Mata au hi made) (1950)
- Himeyuri: La Torre de los lirios (Himeyuri no Tô) (1953)
- An Inlet of Muddy Water (1953)
- Mahiru no ankoku (1956)
- Jun'ai monogatari (1957)
- Arroz (Kome) (1957)
- Kiku to Isamu (1959)
- Bushidō zankoku monogatari (1963)
- Venganza de sangre (Adauchi) (1964)
- Hermano y hermana (Ani imôto) (1976)

## Premios y distinciones
Festival Internacional de Cine de Berlín
| Año  | Categoría    | Película          | Resultado |
| ---- | ------------ | ----------------- | --------- |
| 1958 | Oso de Plata | Jun'ai Monogatari | Ganador   |
| 1963 | Oso de Oro   | Bushido           | Ganador   |

Blue Ribbon Awards
Ganó el premio del Mejor director en la primera edición de los Blue Ribbon Awards por Hasta que nos volvamos a encontrar, en la séptima edición por Mahiru no ankoku y en la octava edición recibió el premio por su película Arroz.